# Rumpologie

Différentes formes de fesses auxquelles la rumpologie peut attribuer différentes propriétés (de gauche à droite, de haut en bas : carré, forme en V, forme en cœur et rond).

La rumpologie (du néologisme anglais rumpology, construit sur rump, « croupe », et -logy, « -logie ») est une pseudoscience apparentée à la physiognomonie, qui consiste à lire l’avenir d’une personne par l’étude des caractéristiques de ses fesses et de son sillon interfessier (fissures, fossettes, verrues, grains de beauté, plis, etc.). Cette pratique divinatoire est analogue à la chiromancie et à sa pseudoscience associée, la chirologie.

## Histoire
L'astrologue américaine Jackie Stallone affirme que la rumpologie est connue pour avoir été pratiquée dès l'Antiquité par les Babyloniens, les Indiens, les Grecs et les Romains. Sur son blog, elle explique les bienfaits de cette discipline dans les civilisations antiques : « Les anciens Grecs pensaient que les fesses était la clef de la santé et de la fidélité, et les Romains utilisaient des empreintes de grand fessier comme certaines personnes utilisent aujourd'hui la chiromancie pour déterminer les talents potentiels et les succès futurs. » Elle produit une empreinte sur papyrus à l'appui de ses dires, mais sans aucune autre preuve.

## Théorie et pratique
Les rumpologistes ont une variété de théories quant à la signification de différentes caractéristiques des postérieurs. Selon Jackie Stallone, les fesses gauche et droite révèlent le passé et le futur d'une personne, respectivement, bien qu'elle ait également commenté que « la fissure de votre derrière correspond à la division des deux hémisphères du cerveau ». Selon Ulf Beck, érudit allemand aveugle, « un fessier musclé en forme de pomme indique que la personne est charismatique, dynamique, très confiante et souvent créative, une personne qui aime la vie ; en forme de poire, cela suggère que la personne est patiente et terre-à-terre. » Le rumpologiste britannique Sam Amos utilise également les fesses pour évaluer la personnalité et affirme qu'« un fessier arrondi indique que la personne est ouverte, heureuse et optimiste dans la vie. Le fessier plat suggère que la personne est plutôt vaniteuse, négative et triste. »
La rumpologie peut être effectuée soit par la vue, soit par le toucher ou encore en utilisant des empreintes de fesses. En plus d'analyses en direct, Jackie Stallone effectue des analyses de fesses en utilisant des photographies numériques envoyées par e-mail, et a prétendu prédire le résultat des élections présidentielles et des Oscars en lisant les fesses de ses deux chiens Dobermanns. Ulf Beck prétend qu'il peut lire l'avenir des gens en palpant leurs fesses nues.